# Astathes episcopalis
Astathes episcopalis är en skalbaggsart som beskrevs av Louis Alexandre Auguste Chevrolat 1852. Astathes episcopalis ingår i släktet Astathes och familjen långhorningar. Inga underarter finns listade.